# Arrondissement Figeac
Arrondissement Figeac (fr. Arrondissement de Figeac) je správní územní jednotka ležící v departementu Lot a regionu Midi-Pyrénées ve Francii. Člení se dále na devět kantonů a 120 obcí.

## Kantony
- Bretenoux
- Cajarc
- Figeac-Est
- Figeac-Ouest
- Lacapelle-Marival
- Latronquière
- Livernon
- Saint-Céré
- Sousceyrac